# Morning Musume '14 Coupling Collection 2
Albums de Morning Musume '14
13 Colorful Character
(2012) 14 Shō ~The Message~
(2014)
Compilations par Morning Musume
The Best! (...)
(2013)
Morning Musume '14 Coupling Collection 2 (モーニング娘。’14 カップリングコレクション2) est un album compilation de "faces B" de singles du groupe Morning Musume.

## Présentation
C'est le premier album du groupe à sortir sous son appellation temporaire "Morning Musume '14" destinée à être utilisée durant la seule année 2014. Il sort le 12 mars 2014 au Japon sur le label zetima, six mois seulement après le précédent album du groupe, le "best of" The Best! ~Updated Morning Musume~. Il sort quatre ans et demi après la compilation similaire Morning Musume Zen Single Coupling Collection compilant les "faces B" (appelées coupling tracks au Japon) des 40 premiers singles du groupe. Ce second volume contient sur deux CD et dans l'ordre chronologique les "faces B" des quinze singles du groupe sortis entre-temps (dont celui attribué à "Muten Musume"), toutes écrites, composées et produites par Tsunku ; le dernier single d'alors, le "triple face A" Egao no Kimi wa Taiyō sa / Kimi no Kawari wa Iyashinai / What is Love?, n'a pas de "face B" officielle et en est donc absent.
La compilation atteint la 15e place du classement des ventes de l'Oricon, et reste classée pendant quatre semaines, pour un total de 11 827 exemplaires vendus durant cette période. Elle sort également dans une édition limitée avec une pochette différente et un DVD en supplément contenant des interprétations live de vingt des titres présents tirées de divers concerts ainsi qu'un making of. Seules les dix membres faisant alors partie du groupe figurent sur les photos de couverture, contrairement au volume précédent ou toutes les participantes étaient représentées ; les huit membres ayant quitté le groupe entre-temps mais présents sur certains titres ne sont donc pas créditées.
Sept des premiers singles présents ainsi que celui de Muten Musume ne contiennent qu'une seule "face B" chacun, mais les singles qui ont suivi sont sortis en plusieurs versions (dont certaines en éditions limitées) avec des "face B" différentes, de deux à cinq suivant les singles ; elles sont toutes présentes sur la compilation, qui exclut cependant les titres en "double face A" des singles de ce type (singles avec deux titres principaux mais contenant aussi un troisième titre qui en est donc la "face B" officielle). Excepté un, les titres présents étaient jusqu'alors inédits en album ; plusieurs d'entre eux ne sont interprétés que par quelques membres du groupe ou en solo.

## Interprètes
- 5e génération : Ai Takahashi (CD1 : #1-9), Risa Niigaki (CD1 : #1-8, 10-12)
- 6e génération : Sayumi Michishige (CD1 : #1-8, 10, 11, 13 ; CD2 : #3-6, 10, 11, 14, 15), Reina Tanaka (CD1 : #1-8, 10, 11, 13 ; CD2 : #1, 4, 5, 7, 10, 13), Eri Kamei (CD1 : #1-5)
- 7e génération : Koharu Kusumi (CD1 : #1)
- 8e génération : Aika Mitsui (CD1 : #1-8, 10-11), Jun Jun et Lin Lin (CD1 : #1-5)
- 9e génération : Mizuki Fukumura (CD1 : #6-8, 10, 11, 14 ; CD2 : #2, 4, 5, 10, 11, 14, 15), Erina Ikuta (CD1 : #6-8, 10, 11, 14 ; CD2 : #3-5, 8, 10, 11, 14, 16), Riho Sayashi (CD1 : #6-8, 10, 11, 14 ; CD2 : #3-5, 9, 10, 12, 14, 16), Kanon Suzuki (CD1 : #6-8, 10, 11, 14 ; CD2 : #3-5, 8, 10, 12, 14, 16)
- 10e génération : Haruna Iikubo (CD1 : #10, 11, 15 ; CD2 : #3-5, 7, 10, 11, 14, 15), Ayumi Ishida (CD1 : #10, 11, 15 ; CD2 : #2, 4, 5, 7, 10, 11, 14, 16), Masaki Sato (CD1 : #10-11, 15 ; CD2 : #1, 4, 5, 8, 10, 12, 14, 15), Haruka Kudō (CD1 : #10, 11, 15 ; CD2 : #1, 4, 5, 8, 10, 12, 14, 15)
- 11e génération : Sakura Oda (CD2 : #5, 9, 10, 12, 14, 16)

Formation à la sortie de l'album
- 6e génération : Sayumi Michishige
- 9e génération : Mizuki Fukumura, Erina Ikuta, Riho Sayashi, Kanon Suzuki
- 10e génération : Haruna Iikubo, Ayumi Ishida, Masaki Sato, Haruka Kudō
- 11e génération : Sakura Oda

## Pistes
Toutes les chansons sont écrites et composées par Tsunku.
| 1.  | Aishite Aishite Ato Ippun (愛して 愛して 後一分)                               | du 41e single Kimagure Princess                                                         |  |
| 2.  | Nakidasu Kamo Shirenai yo (泣き出すかもしれないよ)                             | du 42e single Onna ga Medatte Naze Ikenai                                               |  |
| 3.  | Tomo (友)                                                                      | du 43e single Seishun Collection                                                        |  |
| 4.  | Kura Zushi Bikkurapon! (くら寿司 ビッくらポン!)                                | du single Appare Kaiten Zushi! de Muten Musume                                          |  |
| 5.  | Aisare Sugiru Koto wa Nai no yo (愛され過ぎることはないのよ)                   | du 44e single Onna to Otoko no Lullaby Game                                             |  |
| 6.  | Motto Aishite Hoshii no (もっと愛してほしいの)                                 | du 45e single Maji Desu ka Ska!                                                         |  |
| 7.  | Yamete yo! Sindbad (やめてよ！シンドバッド)                                    | du 46e single Only You                                                                  |  |
| 8.  | Kare to Issho ni Omise ga Shitai! (彼と一緒にお店がしたい!)                    | du 47e single Kono Chikyū no Heiwa wo (...)                                             |  |
| 9.  | Jishin Motte Yume wo Motte Tobitatsu Kara (自信持って 夢を持って 飛び立つから) | du 47e single (édition spéciale) / par Ai Takahashi                                     |  |
| 10. | Kanashiki Koi no Melody (悲しき恋のメロディー)                                 | du 48e single Pyoco Pyoco Ultra                                                         |  |
| 11. | Watashi ga Ite Kimi ga Iru (私がいて 君がいる)                                 | du 49e single Ren'ai Hunter                                                             |  |
| 12. | Egao ni Namida ~Thank You My Dear Friends~ (笑顔に涙 ...)                      | du 49e single (édition spéciale) / par Risa Niigaki                                     |  |
| 13. | Watashi no Jidai! (私の時代!)                                                  | du 50e single One, Two, Three (...) / par Morning Musume Rokkies (Michishige et Tanaka) |  |
| 14. | Aisaretai no ni... (アイサレタイノニ・・・)                                    | du 50e single / par Morning Musume Qki (9e gen.)                                        |  |
| 15. | Seishun Domannaka (青春ど真ん中)                                               | du 50e single / par Morning M. Tenkigumi (10e g.)                                       |  |

| 1.  | Futsû no Shôjo A (普通の少女Ａ)                                 | du 51e single / par Tanaka, Sato, Kudo                          |  |
| 2.  | Daisuki 100 Manten (大好き100万点)                              | du 51e single / par Fukumura, Ishida                            |  |
| 3.  | Shinnen Dake wa Tsuranukitoose! (信念だけは貫き通せ!)           | du 51e single / par Michishige, Ikuta, Sayashi, Suzuki, Iikubo  |  |
| 4.  | Love Innovation (Loveイノベーション)                            | du 51e single Wakuteka Take a Chance                            |  |
| 5.  | Happy Daisakusen (Happy大作戦)                                  | du 52e single Help Me!!                                         |  |
| 6.  | Aishû Romantic (哀愁ロマンティック)                             | du 52e single / par Michishige, Fukumura                        |  |
| 7.  | Watashi no Dekkai Hana (私のでっかい花)                         | du 52e single / par Tanaka, Iikubo, Ishida                      |  |
| 8.  | Nani wa Tomo Are! (なには友あれ!)                               | du 52e single / par Ikuta, Suzuki, Sato, Kudo                   |  |
| 9.  | Daisuki Dakara Zettai ni Yurusanai (大好きだから絶対に許さない) | du 52e single / par Sayashi, Oda                                |  |
| 10. | A B C D E-cha E-cha Shitai (A B C D E-cha E-chaしたい)          | du 53e single Brainstorming / Kimi Sae Ireba Nani mo Iranai     |  |
| 11. | Tokimeku Tokimeke (トキメクトキメケ)                            | du 53e single / par Michishige, Fukumura, Ikuta, Iikubo, Ishida |  |
| 12. | Itsumo to Onnaji Seifuku de (いつもとおんなじ制服で)            | du 53e single / par Sayashi, Suzuki, Sato, Kudo, Oda            |  |
| 13. | Rock no Teigi (Rockの定義)                                      | du 53e single / par Reina Tanaka                                |  |
| 14. | Makeru Kishinai Kon'ya no Shôbu (負ける気しない 今夜の勝負)     | du 54e single Wagamama Ki no Mama Ai no Joke / Ai no Gundan     |  |
| 15. | Bôya (坊や)                                                     | du 54e single / par Michishige, Fukumura, Iikubo, Sato, Kudo    |  |
| 16. | Funwari Koibito Ichinensei (ふんわり恋人一年)                   | du 54e single / par Ikuta, Sayashi, Suzuki, Ishida, Oda         |  |

| 1.  | Aishite Aishite Ato Ippun (from Morning Musume Concert Tour 2010 Haru ~Pikappika!~)                                                    |  |
| 2.  | Nakidasu Kamo Shirenai yo (from Morning Musume Concert Tour 2010 Aki ~Rival Survival~)                                                 |  |
| 3.  | Tomo (from Morning Musume Concert Tour 2010 Aki ~Rival Survival~)                                                                      |  |
| 4.  | Aisare Sugiru Koto wa Nai no yo (from Morning Musume Concert Tour 2010 Aki ~Rival Survival~)                                           |  |
| 5.  | Motto Aishite Hoshii no (from Morning Musume Concert Tour 2011 Haru Shin Sôseiki Fantasy DX ~9ki Mem wo Mukaete~)                      |  |
| 6.  | Yamete yo! Sindbad (from Morning Musume Concert Tour 2011 Aki Ai BELIEVE ~Takahashi Ai Sotsugyô Kinen Special~)                        |  |
| 7.  | Kare to Issho ni Omise ga Shitai! (from Morning Musume Concert Tour 2012 Haru ~Ultra Smart~ Niigaki Risa Mitsui Aika Sotsugyô Special) |  |
| 8.  | Jishin Motte Yume wo Motte Tobitatsu Kara (from Morning Musume Concert Tour 2011 Aki Ai BELIEVE ~Takahashi Ai Sotsugyô Kinen Special~) |  |
| 9.  | Kanashiki Koi no Melody (from Morning Musume Concert Tour 2012 Haru ~Ultra Smart~ Niigaki Risa Mitsui Aika Sotsugyô Special)           |  |
| 10. | Egao ni Namida ~Thank You My Dear Friends~ (from Morning Musume Concert Tour 2012 Haru ~Ultra Smart~ etc)                              |  |
| 11. | Watashi no Jidai! (from Morning Musume Tanjô 15 Shûnen Kinen Concert Tour 2012 Aki ~Colorful Character~)                               |  |
| 12. | Aisaretai no ni... (from Morning Musume Tanjô 15 Shûnen Kinen Concert Tour 2012 Aki ~Colorful Character~)                              |  |
| 13. | Seishun Domannaka (from Morning Musume Tanjô 15 Shûnen Kinen Concert Tour 2012 Aki ~Colorful Character~)                               |  |
| 14. | Shinnen Dake wa Tsuranukitoose! (from Morning Musume Tanjô 15 Shûnen Kinen Concert Tour 2012 Aki ~Colorful Character~)                 |  |
| 15. | Happy Daisakusen (from Morning Musume Concert Tour 2013 Haru Michishige☆Eleven Soul ~Tanaka Reina Sotsugyô Kinenbi~ in Nippon Budokan) |  |
| 16. | Aishû Romantic (from Morning Musume Concert Tour 2013 Haru Michishige☆Eleven Soul ~Tanaka Reina Sotsugyô Kinenbi~ in Nippon Budokan)   |  |
| 17. | A B C D E-cha E-cha Shitai (from Naruchika 2013 Fuyu Morning Musume)                                                                   |  |
| 18. | Tokimeku Tokimeke (from Morning Musume Concert Tour 2013 Haru Michishige☆Eleven Soul ~Tanaka Reina Sotsugyô Kinenbi~ etc)              |  |
| 19. | Rock no Teigi (from Morning Musume Concert Tour 2013 Haru Michishige☆Eleven Soul ~Tanaka Reina Sotsugyô Kinenbi~ in Nippon Budokan)    |  |
| 20. | Makeru Kishinai Kon'ya no Shôbu (from Naruchika 2013 Fuyu Morning Musume)                                                              |  |
| 21. | Jacket Photography Making and Interview Footage (ジャケット撮影メイキング＆インタビュー映像)                                           |  |